# Bamba Sutherland
Pour les articles homonymes, voir Sutherland.
Princess Bamba Sutherland (29 septembre 1869 - 10 mars 1957) est le dernier membre de la famille qui a dirigé l'Empire sikh au Punjab. Elle a voyagé à Lahore, après avoir grandi en Angleterre, où on dit qu'elle « a vécu comme une étrangère dans le royaume de son père » .
C'est la fille de Dhulîp Singh et de sa première femme, Bamba Müller (en).
Après s'être installée seule à Lahore, elle épouse le directeur de la King Edward Medical University (en), le Dr David Waters Sutherland.